# Holgate (Ohio)
Holgate es una villa ubicada en el condado de Henry en el estado estadounidense de Ohio. En el Censo de 2010 tenía una población de 1.109 habitantes y una densidad poblacional de 371,05 personas por km².

## Geografía
Holgate se encuentra ubicada en las coordenadas 41°14′57″N 84°7′45″O / 41.24917, -84.12917. Según la Oficina del Censo de los Estados Unidos, Holgate tiene una superficie total de 2.99 km², de la cual 2.99 km² corresponden a tierra firme y (0%) 0 km² es agua.

## Demografía
Según el censo de 2010, había 1109 personas residiendo en Holgate. La densidad de población era de 371,05 hab./km². De los 1109 habitantes, Holgate estaba compuesto por el 90.17% blancos, el 0.63% eran afroamericanos, el 0.27% eran amerindios, el 0.18% eran asiáticos, el 0% eran isleños del Pacífico, el 7.03% eran de otras razas y el 1.71% pertenecían a dos o más razas. Del total de la población el 19.03% eran hispanos o latinos de cualquier raza.